# George J. Lewis
George J. Lewis (ur. 10 grudnia 1903 w Guadalajarze, zm. 8 grudnia 1995 w Rancho Santa Fe) – amerykański aktor pochodzenia meksykańskiego; odtwórca roli Don Alejandra de la Vegi, ojca głównego bohatera w serialu Zorro (wersja wytwórni Walta Disneya z Guyem Williamsem w tytułowej roli; realizowana w latach 1957-59).
Aktor zmarł po wylewie krwi do mózgu na 2 dni przed 92. urodzinami.